# 田口良子
田口 良子（たぐち りょうこ、1978年2月27日 - ）は、日本の映画スクリプター。

## 主な作品

### 映画
- 1999年「地獄」石井輝男監督
- 2000年「姐極道・菩薩の龍子」関根和美監督
- 2001年「夢で逢えたら」七里圭監督
- 2001年「ひっとべ」福田哲也監督
- 2001年「岸和田少年愚連隊 カオルちゃん最強伝説 Episode1」宮坂武志監督
- 2001年「九州マフィア外伝」原田昌樹監督
- 2002年「火星のカノン」風間志織監督
- 2002年「自殺サークル」園子温監督
- 2003年「新・空手バカ一代 格闘者」宮坂武志監督
- 2003年「岸和田少年愚連隊 カオルちゃん最強伝説 番長足球」宮坂武志監督
- 2003年「アンテナ」熊切和嘉監督
- 2003年「冬の花火編〜妹の手料理」熊切和嘉監督
- 2003年「夏の花火編〜あさがお」熊切和嘉監督
- 2004年「機関車先生」廣木隆一監督
- 2005年「タナカヒロシのすべて」田中誠監督
- 2005年「シベリア超特急5」水野晴郎監督
- 2005年「せかいのおわり」風間志織監督
- 2005年「スクラップヘブン」李相日監督
- 2006年「小さき勇者たち〜ガメラ〜」特撮班金子功監督
- 2006年「青春☆金属バッド」熊切和嘉監督
- 2006年「水の花」木下雄介監督
- 2006年「恋する日曜日」廣木隆一監督
- 2007年「松ヶ根乱射事件」山下敦弘監督
- 2007年「フリージア」熊切和嘉監督
- 2007年「天然コケッコー」山下敦弘監督
- 2008年「魁!!男塾」坂口拓監督
- 2008年「うた魂♪」田中誠監督
- 2008年「砂時計」佐藤信介監督
- 2008年「UFO食堂」山口智監督
- 2008年「ネコナデ」大森美香監督
- 2008年「ノン子36歳（家事手伝い）」熊切和嘉監督
- 2009年「ボーイズ・オン・ザ・ラン」三浦大輔監督
- 2009年「南極料理人」沖田修一監督
- 2010年「人間失格」荒戸源次郎監督
- 2011年「GANTZ」佐藤信介監督
- 2011年「GANTZ PERFECT ANSWER」佐藤信介監督
- 2011年「ランウェイ☆ビート」大谷健太郎監督
- 2012年「キツツキと雨」沖田修一監督
- 2012年「桐島、部活やめるってよ」吉田大八監督
- 2013年「横道世之介」沖田修一監督
- 2013年「夏の終り」熊切和嘉監督
- 2013年「図書館戦争」佐藤信介監督
- 2014年「私の男」熊切和嘉監督
- 2014年「家路」久保田直監督
- 2014年「チョコリエッタ」風間志織監督
- 2014年「万能鑑定士Q〜モナリザの瞳〜」佐藤信介監督
- 2014年「紙の月」吉田大八監督
- 2015年「ガールズ・ステップ」川村泰祐監督
- 2016年「モヒカン故郷に帰る」沖田修一監督
- 2016年「アイアムアヒーロー」佐藤信介監督
- 2016年「葛城事件 」赤堀雅秋監督
- 2016年「シン・ゴジラ」庵野秀明総監督・樋口真嗣監督
- 2016年「何者」三浦大輔監督
- 2016年「デスノート Light up the NEW world」佐藤信介監督
- 2018年「BLEACH 死神代行篇」佐藤信介監督
- 2018年「いぬやしき 」佐藤信介監督
- 2018年「パンク侍、斬られて候」石井岳龍監督
- 2019年「キングダム」佐藤信介監督
- 2020年「浅田家！」中野量太監督
- 2021年「椿の庭」上田義彦監督
- 2021年「子供はわかってあげない」沖田修一監督
- 2022年「シン・ウルトラマン」樋口真嗣監督
- 2022年「さかなのこ」沖田修一監督
- 2023年「シン・仮面ライダー」庵野秀明監督
- 2025年「国宝」李相日監督

### ドラマ
- 2002年「ウルトラマンコスモス」原田昌樹監督
- 2003年「ひと夏のパパへ」廣木隆一監督
- 2008年「週刊真木ようこ・景色のキレイなトコに行こう」豊島圭介監督
- 2008年「週刊真木ようこ・ひなかの金魚」神徳幸治監督
- 2011年「ANOTHER GANTZ」佐藤信介監督
- 2011年「深夜食堂 第2部第11話・再び赤いウインナー」松岡錠司監督
- 2011年「深夜食堂 第2部第13話・あさりの酒蒸し」小林聖太郎監督
- 2011年「深夜食堂 第2部第16話・クリームシチュー」松岡錠司監督
- 2011年「深夜食堂 第2部第17話・白菜漬け」小林聖太郎監督
- 2011年「深夜食堂 第2部第18話・冷やし中華」小林聖太郎監督
- 2011年「深夜食堂 第2部第19話・肉じゃが」松岡錠司監督
- 2011年「深夜食堂 第2部第20話・ギョーザ」松岡錠司監督
- 2015年「フラガールと犬のチョコ」神徳幸治監督
- 2023年「0.5の男」沖田修一監督
- 2023年「デキる女は痛い女?!」穐山茉由監督
- 2024年「青春のリグレット」菊地健雄監督

### その他
- 2009年「土俵際のアリア」山下敦弘監督
- 2010年「恋色円舞」佐藤信介監督
- 2014年「mini万能鑑定士Q〜お店の名前〜」佐藤信介監督